# Sipeed
Sipeed és una empresa que dissenya sistemes informàtics al voltant d'arquitectures lliures i amb seu a Shenzhen, la Xina. Produeix principalment plaques IoT, però també alguns SBC i plaques de desenvolupament basades en SoCs d'arquitectura RISC-V.
Els esquemes electrònics de les targetes que ofereix l'empresa són de lliure accés. Les plaques solen ser fabricades per Seeed Studio, una empresa de fabricació i muntatge de plaques de circuit imprès (PCB), també amb seu a Shenzhen.
Plaques basades en microcontroladors RISC-V:
El Longan Nano, llançat l'agost de 2019, utilitza un SoC GD32Vf103 el processador del qual té una velocitat de 108 MHz des de GigaDevice. Es basa en el nucli RISC-V de codi obert Humming E203 de Nuclei (o nucli Bumblebee), la placa es pot programar mitjançant USB, inclou un lector de targetes microSD i una pantalla i un recinte opcionals. Permet executar RT-Thread, LiteOS, i ser programat amb Arduino, PlatformIO, GCC o OpenOCD. Aleshores, permet reduir el cost d'adquisició d'una placa de desenvolupament RISC-V,. Aquest tauler es pot programar en llenguatge assemblador, python, Bronzebeard o en llenguatge Rust.
La targeta Nezha és una targeta que utilitza un Allwinner D1 SoC basat en processadors de codi obert de 64 bits, Open XuanTie de l'arquitectura RISC-V. Les fonts per al processador, a Verilog, estan disponibles a Github. El nom d'aquesta carta fa referència a Nezha, un nen de la mitologia xinesa. El novembre de 2021, llança LicheeRV, una targeta tipus sistema en mòdul (SOM) que utilitza 2 connectors M.2 de clau B, amb pantalla integrada, que incrusta aquest SoC. Aquest SOM inclou 512 MB de RAM DDR3 i lector de targetes microSD i també un port USB OTG,.
La sèrie Maix es centra al voltant del mòdul Sipeed M1 de 72 pins. Això gira al voltant d'un SoC Kendryte K210, que consta de 2 nuclis RISC-V RV64GC de 64 bits, que es poden registrar de 400 a 600 MHz, i un mòdul d'IA. Hi ha disponibles 8 MB de SRAM, inclosos 6 generals i 2 reservats per al xip AI i una ROM AXI (en) per carregar el programa d'usuari a SPI des del flash. El mòdul també inclou un processador d'àudio i acceleradors FFT, AES i SHA256,.